# Lưu Trung Hoa
Lưu Trung Hoa (3 tháng 1 năm 1917 – 16 tháng 1 năm 2018) là sĩ quan quân đội người Trung Quốc. Ông là Tư lệnh và Chính ủy Hạm đội 6 của Hải quân PLA năm 1953 và Chủ tịch Viện Cao cấp Hải quân (nay là Viện Kỹ thuật Hàng không Hải quân) năm 1957. Năm 1955, ông được phong quân hàm Thiếu tướng.

## Tiểu sử

### Thời niên thiếu
Lưu Trung Hoa sinh ngày 3 tháng 1 năm 1917 tại trấn Văn Đăng Doanh, quận Văn Đăng, Uy Hải, Sơn Đông. Năm 1932, ông gia nhập Đảng Cộng sản Trung Quốc.

### Chiến tranh Trung – Nhật lần thứ hai
Năm 1935, ông trở thành Bí thư Huyện đoàn Văn Đăng rồi ông được chỉ định là người đưa tin bí mật ở Thanh Đảo. Tháng 5, một mật thám phản bội Lưu Trung Hoa và ông bị chính quyền địa phương bắt giữ. Lưu Trung Hoa ngồi tù gần hai năm rưỡi cho đến khi Quốc dân Đảng và Đảng Cộng sản hợp tác với nhau. Ngày 24 tháng 12 năm 1937, ông tham gia khởi nghĩa Thiên Phúc Sơn và giữ chức chỉ đạo viên trong Cứu quốc quân kháng Nhật nhân dân Sơn Đông, năm ngày sau, ông lại bị bắt. Ông được tổ chức đảng giải cứu khỏi nhà tù. Ngày 7 tháng 7 năm 1937, sự kiện Lư Câu Kiều gây ra cuộc Chiến tranh Trung – Nhật lần thứ hai. Năm 1938, Lưu Trung Hoa được ủy nhiệm là chính ủy Trung đoàn 61. Trong chiến dịch phản công chống lại "Bao vây và đàn áp", chân của ông bị bắn và bị thương. Mùa xuân năm 1939, ông đến Diên An tham dự hội thảo, do Ủy ban Trung ương Đảng Cộng sản Trung Quốc tổ chức. Ông bị ốm tại tổng bộ tập đoàn quân 18. Sau khi bình phục, ông vào Trường Đảng Cục miền Bắc, nơi ông học cùng Hứa Thế Hữu, Trần Tích Liên và Lưu Hoa Thanh. Mùa hè năm 1940, Lưu Trung Hoa trở về Sơn Đông và giữ chức chính ủy ở Lữ đoàn 2 của Tung đội Sơn Đông. Mùa hè năm 1943, ông trở thành chính ủy và bí thư địa ủy phân Quân khu Nam Hải. Đầu năm 1945, ông được chuyển đến phân Quân khu Trung Hải và một năm sau ông lại được chuyển đến phân Quân khu Bắc Hải.

### Nội chiến Trung Quốc
Năm 1946, trong cuộc Nội chiến Trung Quốc, Lưu Trung Hoa là Chính ủy Sư đoàn 27, Tung đội 9, Quân Dã chiến Hoa Đông, ông có mặt tại Trận đánh Tân Thái – Lai Vu, Trận Mạnh Lương Cố, Trận đánh huyện Duy và Trận đánh Tế Nam. Tháng 2 năm 1949, ông là Chủ nhiệm Chính trị Quân đoàn 30, Quân Dã chiến thứ ba, ông tham gia các chiến dịch Độ Giang và giải phóng Thượng Hải.

### Cộng hòa Nhân dân Trung Hoa
Năm 1951, sau khi thành lập Nhà nước Cộng sản, Lưu Trung Hoa là Phó Chính ủy rồi Chính ủy và Tư lệnh Hạm đội 6 của Hải quân PLA. Năm 1953, Lưu Trung Hoa được cử đi du học với chi phí của chính phủ. Tháng 9 năm 1955, ông được Chủ tịch Mao Trạch Đông phong quân hàm Thiếu tướng. Mùa xuân năm 1957, ông trở về Trung Quốc và trở thành chủ tịch và chính ủy đầu tiên của Viện Cao cấp Hải quân (nay là Viện Kỹ thuật Hàng không Hải quân). Năm 1981, sau cuộc Cách mạng Văn hóa, ông nghỉ hưu. Sau khi nghỉ hưu, ông sống ở viện điều dưỡng cán bộ Thanh Đảo. Ngày 16 tháng 1 năm 2018, Lưu Trung Hoa qua đời vì bệnh tại Thanh Đảo, Sơn Đông, ở tuổi 101.

## Đời sống cá nhân
Lưu Trung Hoa có sáu người con, bốn con trai và hai con gái, theo thứ tự từ lớn đến nhỏ là: Lưu Quốc Bình, Lưu Chiến Bình, Lưu Đông Bình, Lưu Nam Bình, Lưu Hỗ Bình và Lưu Bắc Bình.

## Phần thưởng
- Huân chương Độc lập và Tự do hạng Nhì (1955)
- Huân chương Giải phóng hạng Nhất (1955)